# エージェント・オブ・シールド (第1シーズン)
アメリカ合衆国のテレビドラマシリーズ『エージェント・オブ・シールド』（Marvel's Agents of S.H.I.E.L.D., or または Agents of S.H.I.E.L.D.）の第1シーズンは、ABCにより2013年9月24日から2014年5月13日まで合計22話が放送された。シリーズはABCスタジオ、マーベル・テレビジョン、ミュータント・エネミーが製作し、マーベル・シネマティック・ユニバースに属している。シリーズではクラーク・グレッグが映画と同じくフィル・コールソンを演じ、彼が率いるS.H.I.E.L.D.の精鋭チームが中心となる物語である。

## エピソード
| № | #  | 日本語題 原題                                 | 監督                     | 脚本                                                                 | 放送日         | 合衆国視聴者数 （百万人） |
| --- | -- | --------------------------------------------- | ------------------------ | -------------------------------------------------------------------- | -------------- | ------------------------- |
| 1 | 1  | "シールド精鋭チーム誕生" "Pilot"              | ジョス・ウィードン       | ジョス・ウィードン & ジェド・ウィードン & モーリサ・タンチャローエン | 2013年9月24日  | 12.12                     |
| 『アイアンマン3』での出来事の後、公には生存を隠していたフィル・コールソン捜査官は超人的力を持つマイク・ピーターソンを調査するためにチームを結成する。一方でハッカー組織ライジング・タイドのメンバーであるスカイはピーターソンに接触し、S.H.I.E.L.D.のことを警告し、そして彼のスーパーヒーローとしての活動を支援する話を持ちかけるが断られる。その後、スカイはコールソンとウォード捜査官によって連れ去られ、尋問を受ける。調査の結果、ピーターソンは謎の組織が指揮するムカデ計画の一環で新型の超人血清を打たれていたことが判明し、また先日起こった爆発事件はそれに含まれるエクストリミスが原因であることが判明する。チームが調査をしている間、スカイは逃走中のピーターソンによって拉致され、情報を消去させられる。コールソンのチームは2人を探し出し、大惨事を引き起こすことなくピーターソンを鎮圧させる。ピーターソンはS.H.I.E.L.D.の保護下となり、コールソンはスカイをチームに引き入れる。 |    |                                               |                          |                                                                      |                |                           |
| 2 | 2  | "084" "0-8-4"                                 | デヴィッド・ストレイトン | モーリサ・タンチャローエン & ジェド・ウィードン & ジェフリー・ベル   | 2013年10月1日  | 8.66                      |
| スカイは相談役としてコールソンのチームに招かれた。彼らの次の任務はコード「084」と呼ばれるペルーの「未知の物体」の調査である。そこで彼らは物体の正体が四次元キューブを利用しようとするヒドラの技術の遺物であることを突き止める。コールソンはペルーの憲兵隊員で旧友のカミラ・レイエスと再会し、彼女らをチームと共に自分の飛行機「バス」に乗せて出発する。その後、レイエスがペルーの反乱軍を倒すためにハイドラの武器を奪い取る目的でコールソンを裏切る。仲間割れをしていたチームの一同は団結し、それぞれの特技を活かしてレイエスたちを倒す。飛行機はS.H.I.E.L.D.の基地に着陸し、レイエスは拘留される。その後、スカイの元にライジング・タイドのメンバーからチームへの潜入したことを確認するメールが届き、一方でニック・フューリー長官は飛行機を壊したコールソンを叱りつつ、スカイが危険であると警告する。 |    |                                               |                          |                                                                      |                |                           |
| 3 | 3  | "グラヴィトニウム" "The Asset"                | ミラン・チェイロフ       | ジェド・ウィードン & モーリサ・タンチャローエン                      | 2013年10月8日  | 7.87                      |
| S.H.I.E.L.D.は重力装置を使ってイアン・クインに誘拐されたフランクリン・ホール博士を捜索する。クインはホールに「グラヴィトニウム」ジェネレーターを作らせて惑星の重力を制御しようとしていた。チームはクインの屋敷があるマルタへと向かい、スカイはコールソンとウォードにホールを救出させるために招待客となって先に潜入する。スカイは自分がライジング・タイドのためにS.H.I.E.L.D.を裏切っているとクインに思い込ませて欺く。しかしながら侵入したコールソンがホールを見つけると、彼はグラヴィトニウムとジェネレーターを壊すためにわざと誘拐されたことが明かされる。ホールは装置を起動して屋敷もろともすべてを葬り去ろうとするが、コールソンがやむを得ず彼をジェネレーターに吸い込ませたことによってそれはシャットダウンする。コールソンはグラヴィトニウムをS.H.I.E.L.D.の重警備室内に保存させるが、ホール博士はその中でまだ生存していることには誰も気がつかずに終わる。 |    |                                               |                          |                                                                      |                |                           |
| 4 | 4  | "裏切り者を救え" "Eye Spy"                    | ロクサン・ドースン       | ジェフリー・ベル                                                     | 2013年10月15日 | 7.85                      |
| コールソンと彼のチームはコールソンの元教え子のアケーラ・アマドールが起こしている連続ダイヤモンド窃盗事件を調査し、彼女は自爆装置付きのサイバネティックスの眼球で操られていることが判明する。コールソンはバスでアマドールを保護し、フィッツとシモンズは彼女から眼を取り除く手術を施し、ウォードは彼女を操っていた指示を乗っ取る眼鏡をかけて代わりに任務を進める。任務の末、ウォードは謎の文字を発見し、またコールソンはアマドールに指示を出していた男にたどり着くが、彼もまた操られていたために殺害された。眼球を除去されたアマドールがS.H.I.E.L.D.のエージェントたちによって連行される際、コールソンは裁判で彼女に有利な証言をすることを約束する。連行の前、アマドールはコールソンが以前とは変わっていることをメイに話す。 |    |                                               |                          |                                                                      |                |                           |
| 5 | 5  | "花のドレスの女" "Girl in the Flower Dress"   | ジェシー・ボチコー       | ブレント・フレッチャー                                               | 2013年10月22日 | 7.39                      |
| チームはムカデ計画関係者のレイナによって誘拐された中国のパイロキネシス能力者で大道芸人のチャン・ホー・インを探すことにした。彼女はエクストリミスで彼のパワーを高め、そして更なる実験のために血小板を採取した。スカイはチャンの居場所や能力に関する情報をリークしたハッカーと知り合いであり、彼と密会して寝る。2人はメイによって発見され、スカイは信用を失ったため両方共逮捕される。S.H.I.E.L.D.はムカデの施設を攻撃してチャンを救出しようとするが、彼は拒否し、不完全なエクストリミスを活性化させて最小限の被害で彼を爆発させる。コールソンはスカイを問い詰めると、彼女は行方不明となった自身の両親を探すためにライジング・タイドやS.H.I.E.L.D.に入ったことを明かす。レイナは刑務所でムカデのメンバーのポーと面会し、実験の結果を「クレアボヤント」に知らせるように言う。 |    |                                               |                          |                                                                      |                |                           |
| 6 | 6  | "宙に浮く死体" "FZZT"                         | ヴィンセント・ミシアーノ | ポール・ズビゼウスキー                                               | 2013年11月5日  | 7.15                      |
| チームは謎の放電現象に伴う宙に浮いた死体の事件を調査し、当初は何らかの武器が原因であると推察していたが、実際はニューヨーク決戦の際のチタウリのヘルメットからのエイリアンのウイルスによるものであった。シモンズがそのウイルスに感染すると、彼女とフィッツは必死で治療法を探し、一方でコールソンは他を救うために彼女を犠牲にすべきというエージェント・ブレイクからの通達を無視する。諦めたシモンズは飛行機から飛び降りたものの、その寸前のところでワクチンは完成しており、パラシュートで追いかけたウォードによって救出されて無事接種した。メイは死亡して復活した後に自分が別人になったと考えるコールソンに対し、そのような経験があれば誰でも変わると助言する。コールソンはエージェント・ブレイクにヘルメットを届ける際、本部の命令に従わなかった件を警告されるが、これを退け、そして現在の自分が以前と変わってしまったことを認める。 |    |                                               |                          |                                                                      |                |                           |
| 7 | 7  | "決死の潜入" "The Hub"                        | ボビー・ロス             | レイフ・ジャドキンス & ローレン・ルフラン                            | 2013年11月12日 | 6.67                      |
| S.H.I.E.L.D.の指令基地「ハブ」でエージェント・ビクトリア・ハンドは南オセチアで「オーバーキル」と呼ばれる兵器を無力化させる任務をウォードとフィッツに命じる。スカイとシモンズはレベル8に分類されていたこの機密任務の詳細を調べようと考え、シモンズはその過程でエージェント・ジャスパー・シットウェルを眠らせてしまう。スカイはウォードとフィッツの救出部隊が用意されていないことを知り、コールソンは自分のチームを率いて任務に成功した2人を回収した。ハブでコールソンは孤児院にスカイを預けた人物は正体不明のS.H.I.E.L.D.のエージェントであったことを知る。しかしコールソンはスカイにそのすべての事実を伝えず、そしてさらなる調査をメイに依頼する。さらにコールソンはタヒチでの自身の治療の詳細情報へアクセスしようとするが、レベル8であるにもかかわらず拒否される。 |    |                                               |                          |                                                                      |                |                           |
| 8 | 8  | "バーサーカー" "The Well"                     | ジョナサン・フレイクス   | モニカ・オウス＝ブリーン                                             | 2013年11月19日 | 6.89                      |
| チームは保有者に超人的な力と抑え難い怒りの衝動を与えるアスガルドのバーサーカーの3つに別れた杖を集めようとする企みを調査する。彼らは杖のひと欠片が既にカルト宗教団の手に渡っていることを知り、ソーと連絡が取れないため、北欧神話の研究者であるエリオット・ランドルフ教授に協力を依頼する。杖の2つ目の欠片を入手し、ウォードがそれに触れると幼少期に兄に虐待された記憶が蘇り、イライラが増した彼は攻撃的になる。チームはランドルフの正体が何世紀にもわたって地球に住み続けていたアスガルド人であることを知り、彼は杖の最後の欠片の在り処を教える。チームはそこでカルト教団と対峙し、元に戻った杖を使って彼らを破った。事件解決後、ウォードはスカイと会話を断ってメイの部屋へ行き、またコールソンはタヒチで療養していた頃を悪夢として見た。 |    |                                               |                          |                                                                      |                |                           |
| 9 | 9  | "テレキネシス" "Repairs"                      | ビリー・ギアハート       | ジェド・ウィードン & マウリッサ・タンチャロエン                      | 2013年11月26日 | 9.69                      |
| チームは4人の技術者を死なせる爆発事故の原因であると疑われて非難を浴び、テレキネシス能力者であると思われる安全検査官のハンナ・ハッチンスを保護する。飛行機が不時着した後、チームは彼女の謎の力の正体が地球と「地獄」とのあいだに捕捉されているトバイアス・フォードという技術者であることが判明する。トバイアスの「目的」はハンナに危害を加えようとする者から守ることであった。トバイアスはハンナに好意を抱いており、彼女と過ごす時間を作るためにわざと安全問題を引き起こし、そのひとつが爆発事故となったのであった。メイはトバイアスを倒して説得し、彼は未知の場所へと消えてゆく。コールソンはメイの過去の事件で心に傷を負っており、癒す助けをしたいと考えている。そしてメイは寝ているフィッツに悪戯をして回復の兆しがあることが描写される。 |    |                                               |                          |                                                                      |                |                           |
| 10 | 10 | "取引" "The Bridge"                           | ホリー・デイル           | シャリーシャ・フランシス                                             | 2013年12月10日 | 6.11                      |
| エディソン・ポーがアップデートされたムカデの超人兵士の手により刑務所から脱獄すると、コールソンはピーターソンをチームに引き入れる。コールソンのチームは廃工場までムカデの兵士を追跡すると、彼らはアマドールに埋め込まれたものと同じ義眼で操られていたことが判明する。エディソンと合流したレイナはクレアボヤントの正体に興味を抱いていたが、彼はそれを探れば殺すと言う。一方でコールソンとメイはスカイの両親に関する情報を彼女から隠し続けていた。ピーターソンは息子のエースが誘拐された知らせを受け、2人を交換を強要される。ピーターソンはコールソンと共に交換の場所へと行くが、ムカデ側が欲しがったのは彼ではなくコールソンの方であった。コールソンは人質となることに同意し、交換が終わった後にピーターソンは彼を助けに行くが、爆発に巻き込まれたと思われてしまう。レイナはコールソンに彼がどうやって復活したかを尋ねる。 |    |                                               |                          |                                                                      |                |                           |
| 11 | 11 | "魔法の国" "The Magical Place"                | ケヴィン・フックス       | ポール・ズビゼウスキー & ブレント・フレッチャー                      | 2014年1月7日   | 6.63                      |
| ビクトリア・ハンドがコールソンを救出のためにS.H.I.E.L.D.を動かしている間、ムカデは彼の復活の秘密を探ろうとする。スカイを信頼できないハンドはメイの発言の後、彼女をバスから下ろす。スカイは独自で調査を始め、チームをコールソンの監禁場所へと導く。クレアボヤントがポーを電話で殺害した後、レイナは彼の仕事を引き継ぐ。彼女はコールソンの記憶を装置を使って蘇らせ、彼はフラッシュバックする。救出後、コールソンはストライテン医師に会い、彼は数日感死亡していたがフューリー長官の命令で復活し、その後、生きる意志を失っていたために偽りの記憶を与えるために脳を手術したことを明かす。ピーターソンは右脚を失って生存しており、クレアボヤントの一味によって義眼を埋め込まれていることが明らかになる。 |    |                                               |                          |                                                                      |                |                           |
| 12 | 12 | "シールド・アカデミー" "Seeds"                | ケネス・フィン           | モニカ・オウス＝ブリーン & ジェド・ウィードン                        | 2014年1月14日  | 6.37                      |
| S.H.I.E.L.D.アカデミーでウォード、フィッツ、シモンズ、スカイは周辺を凍結する「アイスマシン」によって人気者の士官候補生のセスが攻撃された事件を調査する。さらにもうひとつのマシンが内気な士官候補生のドニー・ギルを凍らせるものの、エージェントによって助けられる。フィッツはドニーを昔の自分と重ね、彼と友人になり発明途中のバッテリーの問題の解決を助け、一方で他のメンバーは候補生たちに聞き込みを行う。一方でコールソンとメイはメキシコシティへ元エージェントのリチャード・ラムレイに会いに行き、24年前の任務で赤ん坊のスカイを含む084に関わった件を話す。チームはセスとドニーが組んで巨大なアイスマシンを作ろうとしており、その黒幕はイアン・クインであることを突き止める。マシンのデモンストレーションで発生した嵐によってセスは死亡し、ドニーは逮捕されるが、この件の結果彼は放冷能力を手に入れてしまう。その後コールソンがクインに電話をかけて警告すると、彼はクレアボヤントと繋がりがあることを明かす。 |    |                                               |                          |                                                                      |                |                           |
| 13 | 13 | "謎の荷物" "T.R.A.C.K.S."                     | ポール・エドワーズ       | ローレン・ルフラン & レイフ・ジャドキンス                            | 2014年2月4日   | 6.62                      |
| クレアボヤントを追うチームはクインに荷物を届けようとするサイバーテック社の警備グループが居るイタリアの列車に乗り込む。サイバーテック側はチームの動きを察知し、コールソンとウォードを列車から排除する。その後2人はメイと合流し、列車に戻ってシモンズを救出するが、スカイとフィッツは荷物を追ってクイン邸までたどり着いていた。スカイはクインと会い、高圧酸素室で生きていたピーターソンを見る。サイバーテックの荷物は「プロジェクト: デスロック」と表記された最新鋭の義足であり、右脚を失ったピーターソンに装着された。ピーターソンはクレアボヤントの命令により去り、クインはスカイを2回撃った。S.H.I.E.L.D.は邸宅を襲撃してクインを逮捕し、スカイを発見する。シモンズはスカイを高圧酸素室に置くことで応急手当を施す。 |    |                                               |                          |                                                                      |                |                           |
| 14 | 14 | "タヒチ" "T.A.H.I.T.I."                       | ボビー・ロス             | ジェフリー・ベル                                                     | 2014年3月4日   | 5.46                      |
| スカイはS.H.I.E.L.D.の医療施設に担ぎ込まれるが、医者には延命措置が精一杯であった。バスにエージェント・ジョン・ギャレットとアントワーン・トリプレットがクインを尋問に連れて行くために現れるが、コールソンは引渡しを拒否する。ギャレットはバス内でクインを尋問し、そしてコールソン復活の秘密を探るためにクレアボヤントが彼にスカイを撃たせたことが判明する。フィッツとシモンズはコールソンのファイルを閲覧して「ゲストハウス」と呼ばれる場所で彼が復活したことを知り、コールソン、ウォード、ギャレット、フィッツはそこの警備兵と戦った後に爆発物が仕掛けられているのを発見する。フィッツはスカイを助ける薬品を手に入れ、一方コールソンは「タヒチ」と書かれた部屋の中で青いヒューマノイドの遺体の上半身が置かれているのを発見する。施設が崩壊する前に一同は脱出し、コールソンはタヒチの部屋での出来事からスカイに薬を投与するのを止めさせようとしたが、一足先にフィッツから受け取っていたシモンズにより施され、その後蘇生した。 |    |                                               |                          |                                                                      |                |                           |
| 15 | 15 | "ローレライの罠" "Yes Men"                    | ジョン・ターレスキー     | シャリーシャ・フランシス                                             | 2014年3月11日  | 5.99                      |
| アスガルドからやってきたローレライはバイカー・ギャングを奴隷にし、軍隊を作り始め、一方でチームはビフレストからのエネルギー調査のために呼ばれ、そしてローレライを探しに来たシフと遭遇する。シフによるとローレライは投獄されていたがダークエルフの攻撃に乗じて脱出したのであり、彼女はその会話能力を奪う首輪を装着せねばならなかった。チームはローレライとその男たちと戦うが、ウォードが妖術で魅了されてしまい、バスは乗っ取られる。ローレライはウォードが誰かを愛していることをメイに伝える。メイがウォードと戦っている間、シフはローレライに首輪を装着し、妖術は解ける。シフはローレライをアスガルドに連行し、メイはウォードと関係を終わらせる。コールソンはスカイに自分たちを復活させた薬の起源を教えるが、彼女は楽観的であった。コールソンはフューリーが真実を明かすまで薬の件に関しては秘密にするようにスカイに言う。2人の会話はメイにより盗聴され、そして彼女は何者かにそれを報告する。 |    |                                               |                          |                                                                      |                |                           |
| 16 | 16 | "始まりの終わり" "End of the Beginning"       | ボビー・ロス             | ポール・ズビゼウスキー                                               | 2014年4月1日   | 5.71                      |
| エージェント・ギャレット、トリプレット、ハンド、シットウェル、ブレイクはクレアボヤント追跡チームに参加する。エージェントたちは異なる候補者を追うためにそれぞれペアを組み、トリプレットとシモンズはハンドの居るハブに行く。メイとブレイクがトーマス・ナッシュを探している際、デスロックとなったピーターソンが現れ、ブレイクは重傷を負うも追跡装置が付けられる。チームは生命維持装置を付けられて植物状態となり、コンピュータを使って会話をするナッシュを発見し、彼は自分がクレアボヤントであると言うが、ムカデがスカイを殺すと述べるとウォードによって殺される。コールソンとスカイはすぐにナッシュがクレアボヤントではなく、本物はS.H.I.E.L.D.の高位エージェントであることを察知する。コールソンはウォードを尋問するが、フィツがメイの秘密の電話回線を発見する。コールソンとスカイが格納庫でメイに銃を向けていたところ、バスはハブによってハイジャックされ、ハンドは全員の殺害を命じる。 |    |                                               |                          |                                                                      |                |                           |
| 17 | 17 | "疑いの連鎖" "Turn, Turn, Turn"               | ヴィンセント・ミシアーノ | ジェド・ウィードン & マウリッサ・タンチャロエン                      | 2014年4月8日   | 5.37                      |
| バスがハイジャックされた後に、ギャレットのジェット機はS.H.I.E.L.D.の無人機の攻撃を受け、両者は合流する。ハブでシモンズとトリプレットが一緒にスカイの血を調べていたところ、ヒドラによるS.H.I.E.L.D.施設への攻撃が始まり、2人は隠れることを余儀なくされる。スカイはS.H.I.E.L.D.のネットワークで暗号を解読し、組織内にヒドラが侵入していることを明らかにする。バスがハブに到着するとチームはハンドを捕まえるために行動を開始する。しかしながらハンドはヒドラの工作員ではなく、彼女は逆にコーソンがヒドラであると考えていることをトリプレットとシモンズに告げる。コールソンはギャレットの発言から、彼がクレアボヤントであることを暴き、メイと一緒に彼を逮捕する。ウォードはギャレットをフリッジに輸送する途中でハンドを射殺し、彼もまたヒドラの工作員であったことが明らかとなる。 |    |                                               |                          |                                                                      |                |                           |
| 18 | 18 | "逃亡" "Providence"                           | ミラン・チェイロフ       | ブレント・フレッチャー                                               | 2014年4月15日  | 5.52                      |
| ウォードはレイナを解放し、ギャレットがクレアボヤントであると紹介する。彼女は彼が実際には千里眼能力者ではなかったことに失望したが、「ゲストハウス」の薬物を複製することには同意する。グレン・タルボット大佐の部隊がハブに到着する前にコールソンはチームと共に離れ、トリプレット、ウォードを含む全員の個人情報を消すようにスカイに命じた。コールソンは隠しメッセージからカナダにあるS.H.I.E.L.D.の秘密基地プロヴィデンスを発見し、そこに滞在するエージェント・エリック・ケーニグに会う。コールソンはフューリーは生存しているが、秘密にしなければならないことをケーニグから知らされる。またフューリーはタヒチ計画を監督しなかったことをメイから聞かされる。ウォードとギャレットはフリッジを襲い、囚人たちを解放し、さらにバーサーカーの杖、グラヴィトニウム、ペルーの084を含むあらゆる極秘物を奪った。ウォードはレイナにスカイとシモンズの研究データを入れたハードディスクを渡すがロックされており、彼はスカイに解除させるためにプロヴィデンス基地を訪れる。 |    |                                               |                          |                                                                      |                |                           |
| 19 | 19 | "ひと筋の光" "The Only Light in the Darkness" | ヴィンセント・ミシアーノ | モニカ・オウス＝ブリーン                                             | 2014年4月22日  | 6.04                      |
| ケーニグはコールソンのチーム全員を嘘発見器にかけ、ウォードもそれもくぐり抜ける。その後コールソンはフィッツ、シモンズ、トリプレットを連れ、フリッジから脱走したダークフォースを操る超能力者のマーカス・ダニエルズから彼の元恋人のチェロ奏者のオードリー・ネイサンを守るために出発する。オードリーを救出した後、チームはダニエルズを罠にはめる作戦を立てる。チームは彼に多量のエネルギーを浴びせて、オーバロードにより爆破する。コールソンはいつの日かオードリーに生存を打ち明けると言い、気絶する彼女にキスをして去る。一方でコールソンの信頼を失ったメイはチームを去る。スカイとケーニグはフリッジから脱走した超人の行方を調べるためNSAの衛星をハッキングするが、自分がヒドラと一緒に攻撃している姿を見られるのを防ごうとするウォードによりケーニグは殺害される。スカイはケーニグの遺体を見つけ、ウォードがヒドラであると理解する。ウォードによる疑いを退けるため、スカイはコールソンたちが戻る前に彼と一緒にバスを奪ってプロヴィデンスを発つ。メイはカナダのオンタリオ州で母と合流し、マリア・ヒルを探しに行く。                                                   |    |                                               |                          |                                                                      |                |                           |
| 20 | 20 | "任務と悪意" "Nothing Personal"               | ビリー・ギアハート       | ポール・ズビゼウスキー & DJ・ドイル                                  | 2014年4月29日  | 5.95                      |
| フィッツはウォードがヒドラのメンバーであることを知らせたスカイのメッセージを見つける。プロヴィデンスにヒルとタルボットの特殊部隊が到着し、彼女はチームを投降させるように説得する。しかしウォードの裏切りを聞いた彼女は自らチームに参加して彼を捕まえに行くことを決める。スカイはピーターソンに出会ったダイナーにウォードを連れ、そこで密かに警察に通報するが、現れたデスロックによって捕まってしまう。ウォードはバスで飛ぼうとしたところ、ヒルとトリプレットに直面し、その隙に侵入したコールソンによってスカイは救出される。チームはホテルに滞在し、スカイは残してきたハードドライブに罠を仕掛けたことを明かす。ヒルがD.C.に戻った後、メイが合流し、コールソンに彼の偽の墓から回収したフラッシュドライブの中を見せる。ファイルはタヒチ計画の責任者であったコールソン自身によるビデオであり、恐ろしい副作用があるのでこの計画を中止するようにフューリーに要求する内容であった。 |    |                                               |                          |                                                                      |                |                           |
| 21 | 21 | "反撃開始" "Ragtag"                           | ロクサン・ドースン       | ジェフリー・ベル                                                     | 2014年5月6日   | 5.37                      |
| 回想で10代のウォードが少年院で初めてギャレットに会い、彼の組織に加わるオファーを受ける。長年にわたってギャレットはウォードを訓練し、最終的にヒドラの話をする。現在、サイバーテックがヒドラとムカデに資金提供をしていることが明らかとなる。コールソンとメイはサイバーテックのシステムをハックするために潜入するがそこの資料は全て紙であった。彼らはまたそこでデスロック計画の最初の被験者はギャレットであったがそのインプラントは失敗であり、彼は生き延びるためにゲストハウスの薬を求めていたことを知る。チームはキューバのハバナでヒドラの基地を見つけ、フィッツとシモンズは盗られたバスを目にする。2人はウォードに捕まってバスに乗せられ、出発する。フィッツはギャレットのインプラントを無力化するためにEMPを使う。死にかけたギャレットから命令を受けたウォードはバスの診療室に逃げ延びた2人をそれごと海に放出する。レイナは自分で調合したゲストハウスの薬をギャレットに注入する。当初はエクストリミスのような反応を見せたギャレットであったが回復する。クインはデスロック兵を政府に売り込むことを目論見み、彼らをサイバーテックの見学に行かせる約束を取り付ける。 |    |                                               |                          |                                                                      |                |                           |
| 22 | 22 | "終わりの始まり" "Beginning of the End"       | デヴィッド・ストレイトン | マウリッサ・タンチャロエン & ジェド・ウィードン                      | 2014年5月13日  | 5.45                      |
| サイバーテックでクインが政府関係者にプレゼンテーションを行っていたところにギャレットが割り込み、陸軍大将を殺害する。ムカデ兵を退けたコールソンのチームはサイバーテックの施設に侵入し、スカイはピーターソンの息子を救出、メイはウォードを倒し、コールソンはギャレットと戦う。フューリーはシモンズと重体のフィッツを救出した後、コールソンと合流する。ギャレットは息子が無事だと知ったピーターソンによって倒される。ピーターソンは解放された息子には会わず、一人で償いの旅に出かける。フューリーはコールソンをアベンジャーであるとリスペクトし、S.H.I.E.L.D.の新しい長官に任命して再建を託す。チームはビリー・ケーニグが仕切る秘密基地へと到着する。レイナはスカイの写真を謎の血まみれの人物に渡し、彼女が彼の娘であると伝える。コールソンは夜中に突如目覚めて謎の記号を書き出し、強化されたギャレットの精神の徴候があることが示される。 |    |                                               |                          |                                                                      |                |                           |

## キャストとキャラクター

### メイン
- フィル・コールソン - クラーク・グレッグ[28]（日本語吹き替え：村治学[29]）
- メリンダ・メイ - ミン・ナ・ウェン[30]（日本語吹き替え：沢海陽子[29]）
- グラント・ウォード - ブレット・ダルトン[31]（日本語吹き替え：花輪英司[29]）
- スカイ - クロエ・ベネット[32]（日本語吹き替え：渋谷はるか[29]）
- レオ・フィッツ - イアン・デ・カーステッカー[33]（日本語吹き替え：落合佑介[29]）
- ジェマ・シモンズ - エリザベス・ヘンストリッジ[33]（日本語吹き替え：宮下ともみ[29]）

### リカーリング
- アントワーン・トリプレット - B・J・ブリット[34]
- ビクトリア・ハンド（en） - サフロン・バロウズ[35]
- イアン・クイン - デヴィッド・コンラッド[36]
- レイナ - ルース・ネッガ[37]
- ジョン・ギャレット / クレアボヤント（en） - ビル・パクストン[38]
- マイク・ピーターソン / デスロック（英語版） - J・オーガスト・リチャーズ[39]

### 主なゲスト
- シフ - ジェイミー・アレクサンダー[40]
- ジャスパー・シットウェル（en） - マキシミリアーノ・ヘルナンデス[41]
- ニック・フューリー - サミュエル・L・ジャクソン[42]（日本語吹き替え：竹中直人）
- マリア・ヒル - コビー・スマルダーズ[43]（日本語吹き替え：本田貴子）
- フィリックス・ブレイク - タイタス・ウェリヴァー[44]

## 製作
2012年8月、マーベル・シネマティック・ユニバースを舞台としたABCで放送予定の番組に『アベンジャーズ』の監督のジョス・ウィードンが関与することが発表された。数週間後、ABCは『S.H.I.E.L.D.』と呼ばれる番組のパイロット版を発注し、ジョス・ウィードン、ジェド・ウィードン、モーリサ・タンチャローエンが脚本を執筆、ジョス・ウィードンが監督、ジョス・ウィードン、ジェド・ウィードン、タンチャロエン、ジェフリー・ベル、ジェフ・ローブが製作総指揮、ジェド・ウィードン、タンチャロエン、ベルがシリーズのショーランナーを務める予定であることが報じられた。ジョス・ウィードンは『アベンジャーズ』からは独立した番組となり、「マーベルの映画を見ていない人に向けた番組となるだろう。マーベルのファンたちはきっと満足すると私は考えている」と述べた。2012年9月、トロント国際映画祭のインタビューでウィードンは、「それは新しいキャラクターだ。独自飲みのである必要がある。（『アベンジャーズ』と）隣接する必要もある。S.H.I.E.L.D.は巨大な組織であるにもかかわらず、スーパーパワーを持たず、この世界から見たら弱者である点について私は興味を持った」と述べた。ウィードンは影響を受けたものとして『Xファイル』のフォックス・モルダーとダナ・スカリーなどを挙げ、パワーを持った人々とサイエンスフィクションの光景の物語を持ち、「壮大な冒険のエッジ上の人々」に焦点を当てると説明した。
2013年1月、ABCの社長のポール・リーは本作のストーリーは『アベンジャーズ』の後が舞台になると述べた。パイロット・エピソードの撮影は2013年1月22日に始まり、2月11日に完了した。2013年4月、ABCは番組のタイトルが『Marvel's Agents of S.H.I.E.L.D.』となることを発表し、5月には正式にシリーズ化を決定した。2013年10月10日ABCは全22話フルシーズンを発注した。
2014年の映画『キャプテン・アメリカ/ウィンター・ソルジャー』でヒドラがS.H.I.E.L.D.に潜入していたことが描かれると第1シーズンの残り6話でもその要素が取り入れられた。ローブは「エンターテインメント事業のどこにも存在していないユニークな体験だ」と映画の出来事を番組に組み入れた相乗効果について述べた。またウィードンは、番組が映画を損なうことを防ぐために『ウィンター・ソルジャー』の公開までに言及できなかったヒドラの要素が、シーズンを通してファンが不満を抱いていたコミック出身のキャラクターが不足への対処であり、また同時にクレアボヤント、ムカデ計画、デスロックといった既存の脅威とヒドラが結びつくことを付け加えた。
またシーズンではマーベル・シネマティック・ユニバースとタイインしたエピソードがあり、第8話「決死の潜入」は2013年の映画『マイティ・ソー/ダーク・ワールド』、第16話「始まりの終わり」と第17話「疑いの連鎖」は『キャプテン・アメリカ/ウィンター・ソルジャー』の出来事が中心となっている。

### キャスティング

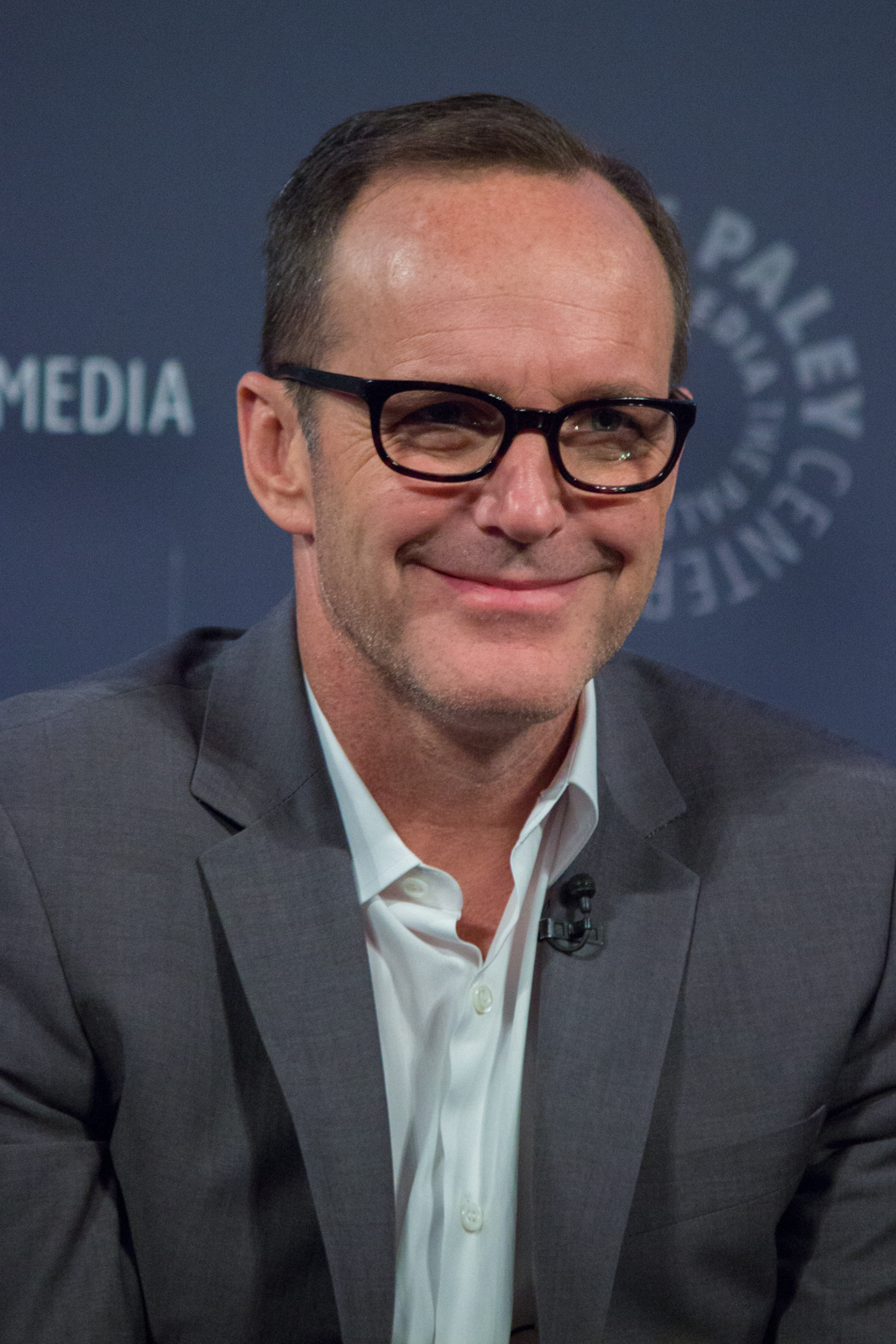
クレーク・グレッグは映画から引き続いてフィル・コールソンを演じ、テレビシリーズで主人公を務めている。

2012年10月、主演5人のためのキャスティング・シートが送り出された。同月末、ニューヨーク・コミック・コンにジョス・ウィードン、ケヴィン・フェイグ、クラーク・グレッグが現れ、グレッグがパイロッド版でもエージェント・フィル・コールソンを演じ、さらにシリーズの「ヘッドライン」となることを発表した。同月末頃、ミン＝ナ・ウェンがエージェント・メリンダ・メイ役にキャスティングされた。2012年11月、エリザベス・ヘンストリッジとイアン・デ・カーステッカーがジェマ・シモンズとレオ・フィッツ役にキャスティングされた。11月、ブレット・ダルトンがエージェント・グラント・ウォード役にキャスティングされた。2012年12月、6人目にして最後のレギュラーキャラクターであるスカイ役にクロエ・ベネットがキャスティングされた。
2013年4月、ウィードンの1999年のシリーズ『エンジェル』に出演したJ・オーガスト・リチャーズが役名不明でキャスティングされた。リチャーズの役割がコミックに馴染みのあるものであるかを尋ねられた際、エグゼクティブプロデューサーのジェフリー・ベルは「必然的にでなく、あなたは知っている。つまり我々は（コミックから）描くつもりであるが、マーベルはそのものを持っており、我々は前へ拡大しているつもりでもあり、そしてこの世界は『アベンジャーズ』以降違っている。だから我々はマーベル・ユニバース出身のものとそうでないものが現れると考えている」と述べた。リチャーズの役には、同じくウィードンの作品である『バフィー 〜恋する十字架〜』に出演したニコラス・ブレンドンも候補に挙がっていた。後にリチャーズの役名はマイク・ピーターソンであることが明かされた。
2013年1月、『アベンジャーズ』でマリア・ヒルを演じたコビー・スマルダーズは、番組への出演可能性があり、『ママと恋に落ちるまで』への拘束条件にも当てはまらないことを明かした。スマルダーズは結局パイロット版でマリア・ヒルを演じ、ウィードンは「私は皆と同じように彼女もS.H.I.E.L.D.であるので、コビーの出演を望んでいた。彼女にはクールで威圧的であり、クラークの演技とドライなユーモアがある」と述べた。スマルダーズは第20話「任務と悪意」で再出演した。2013年6月、サミュエル・L・ジャクソンがS.H.I.E.L.D.長官のニック・フューリー役でのゲスト出演に興味を示し、後に第2話「084」で実現した。ジャクソンはシーズン最終回で2度目の出演を果たした。この他に以前のMCU映画やマーベル・ワンショットからマキシミリアーノ・ヘルナンデス、タイタス・ウェリヴァー、ジェイミー・アレクサンダーがそれぞれジャスパー・シットウェル（en）、エージェント・ブレイク、シフ役でそれぞれゲスト出演した。

## 公開

### 放送
2013年9月24日、ABCによるアメリカ合衆国での初回と同時にCTVでカナダでの第1シーズンが始まった。イギリスではチャンネル4でその3日後に始まり、またオーストラリアでは2013年10月2日よりセブン・ネットワーク、ニュージーランドでは2014年2月16日よりTV2で放送が始まった。

### マーケティング
計3話がテレビ放送に先駆けて上映されている。パイロット版である「シールド精鋭チーム誕生」は7月19日にサンディエゴ・コミコン・インターナショナル、第4話「裏切り者を救え」は2013年10月12日にニューヨーク・コミコン、第16話「始まりの終わり」は2014年3月23日にペイリーフェストで上映された。第14話「タヒチ」で始まる『ウィンター・ソルジャー』とクロスオーバーの原因となる全エピソードは「Uprising」と呼ばれるエピソード群の一部であった。2014年3月18日、ABCは『エージェント・オブ・シールド』の枠で1時間の特別番組『マーベル・スタジオの世界』（Marvel Studios: Assembling a Universe）を放送した。この番組ではシーズンの未放送回のプロモーション映像も含まれた。

#### "The Art of Level Seven"
第1シーズンの最後の6話の放送の際、マーベルは木曜の新エピソードの前にその内容の鍵となるものを描いた「Marvel’s Agents of S.H.I.E.L.D.: The Art of Level Seven」という画像を公開した。ベルはこの企画はコミックのルーツに回帰してシリーズを結びつける方法で、シリーズ開始時より構想していたと述べた。
マイク・デル・ムンドが描いた第17話「疑いの連鎖」の画像は、迷路になったS.H.I.E.L.D.のロゴの中に鼠が入っており、S.H.I.E.L.D.内部に裏切り者が存在することがほのめかされた。パオロ・リベラによる第18話「逃亡」の画像ではヒドラとS.H.I.E.L.D.が融合したロゴでヒドラの台頭が示され、中央に並んだコールソン、レイナ、ウォードによりチームが分断されている。パスカル・カンピオンによる第19話「ひと筋の光」の画像ではコールソンとその恋人のチェリストのオードリーに焦点が当てられつつこのエピソードのヴィランであるマーカス・ダニエルズが示唆された。ステファニー・ハンズによる4枚目「任務と悪意」の画像では、エピソードのスカイとウォードのカットが中心となり、その背後には彼らに迫りつつも直視していないデスロックが描かれ、背景はS.H.I.E.L.D.のロゴとなった。第21話「反撃開始」の画像はエマ・ロイスによって描かれた。このポスターではウォードとスカイが対比されつつ、フィッツとシモンズの危機が示唆された。最終回「終わりの始まり」のポスターはトロントのインディペンデント系の美術スタジオであるファントム。シティ・クリエイティブで作られた。このポスターは最初に公開された公式ポスターを彷彿とさせつつ、キャラクターの並び順や衣裳が変わっており、また壊れたS.H.I.E.L.D.のロゴにヒドラのものが融合し、ウォードがヒドラであることが示唆されている。

### ホームメディア
第1シーズンのBlu-ray及びDVDは2014年9月9日に発売された。ボーナスコンテンツはメイキング、オーディオコメンタリー、削除されたシーン、NG集、特別番組『マーベル・スタジオの世界』である。2014年11月20日、第1シーズンはネットフリックスでのストリーミング視聴が可能となった。

## 評価

### 視聴率
| 話数 | タイトル                     | 放送日         | レイティング/シェア (18-49) | 視聴者数 (百万人) | DVR (18-49) | DVR視聴者数 (百万人) | 合計 (18-49) | 合計視聴者数 (百万人) |
| ---- | ---------------------------- | -------------- | --------------------------- | ----------------- | ----------- | -------------------- | ------------ | --------------------- |
| 1    | シールド精鋭チーム誕生（en） | 2013年9月24日  | 4.7/14                      | 12.12             | 2.3         | 4.89                 | 7.0          | 17.01                 |
| 2    | 084                          | 2013年10月1日  | 3.3/10                      | 8.66              | 2.1         | 4.50                 | 5.4          | 13.17                 |
| 3    | グラヴィトニウム             | 2013年10月8日  | 2.9/9                       | 7.87              | 1.9         | 4.15                 | 4.8          | 12.01                 |
| 4    | 裏切り者を救え               | 2013年10月15日 | 2.8/8                       | 7.85              | 1.7         | 3.75                 | 4.5          | 11.60                 |
| 5    | 花のドレスの女（en）         | 2013年10月22日 | 2.7/8                       | 7.39              | 1.7         | 3.76                 | 4.4          | 11.16                 |
| 6    | 宙に浮く死体                 | 2013年11月5日  | 2.5/7                       | 7.15              | 1.7         | 3.79                 | 4.2          | 10.93                 |
| 7    | 決死の潜入                   | 2013年11月12日 | 2.2/6                       | 6.67              | 1.6         | 3.46                 | 3.8          | 10.13                 |
| 8    | バーサーカー（en）           | 2013年11月19日 | 2.4/7                       | 6.89              | 1.6         | 3.42                 | 4.0          | 10.31                 |
| 9    | テレキネシス                 | 2013年11月26日 | 2.6/8                       | 9.69              | 1.3         | 3.06                 | 3.9          | 12.75                 |
| 10   | 取引                         | 2013年12月10日 | 2.1/6                       | 6.11              | 1.3         | 3.05                 | 3.4          | 9.16                  |
| 11   | 魔法の国                     | 2014年1月7日   | 2.2/6                       | 6.63              | 1.4         | 3.02                 | 3.6          | 9.65                  |
| 12   | シールド・アカデミー         | 2014年1月14日  | 2.2/6                       | 6.37              | 1.5         | 3.22                 | 3.7          | 9.59                  |
| 13   | 謎の荷物                     | 2014年2月4日   | 2.2/6                       | 6.62              | 1.4         | 3.15                 | 3.6          | 9.77                  |
| 14   | タヒチ                       | 2014年3月4日   | 1.8/6                       | 5.46              | 1.4         | 3.11                 | 3.2          | 8.58                  |
| 15   | ローレライの罠               | 2014年3月11日  | 2.1/7                       | 5.99              | 1.4         | 3.08                 | 3.5          | 9.07                  |
| 16   | 始まりの終わり               | 2014年4月1日   | 2.0/6                       | 5.71              | 1.4         | 3.16                 | 3.4          | 8.88                  |
| 17   | 疑いの連鎖                   | 2014年4月8日   | 1.9/6                       | 5.37              | 1.5         | 3.46                 | 3.4          | 8.83                  |
| 18   | 逃亡                         | 2014年4月15日  | 2.1/6                       | 5.52              | N/A         | N/A                  | N/A          | N/A                   |
| 19   | ひと筋の光                   | 2014年4月22日  | 1.9/6                       | 6.04              | 1.4         | 2.98                 | 3.3          | 9.02                  |
| 20   | 任務と悪意                   | 2014年4月29日  | 2.1/6                       | 5.95              | 1.2         | 2.89                 | 3.3          | 8.84                  |
| 21   | 反撃開始                     | 2014年5月6日   | 1.9/6                       | 5.37              | 1.3         | 2.95                 | 3.2          | 8.32                  |
| 22   | 終わりの始まり               | 2014年5月13日  | 2.0/7                       | 5.45              | 1.3         | 3.13                 | 3.3          | 8.58                  |

2013年9月30日までにアメリカ合衆国では第1話の本放送、再放送、DVR、オンライン放送を合わせて2210万人が視聴した。カナダではアメリカ合衆国と同時にCTVが初回を放送して270.6万人の視聴者を獲得し、同局で週間3位の視聴者数となった、イギリスでは3日遅れでチャンネル4により放送が始まり、同年内のドラマで最高の滑り出しとなり、+1チャンネルと録画を合わせて323万人が視聴し、同時間帯のイギリスのテレビ視聴者のうち14%を占めた。オーストラリアでは2013年10月2日にセブン・ネットワークで初回が放送され、同夜最高となる130万人の視聴者を獲得した。ニュージーランドでは2014年2月16日に初回が放送され、同夜の番組で4位、TV2で最高となる32万6790人の視聴者を獲得した。

### 受賞歴
| 年   | 賞                             | 部門                                     | 対象                              | 結果       | 出典    |
| ---- | ------------------------------ | ---------------------------------------- | --------------------------------- | ---------- | ------- |
| 2014 | サテライト賞                   | ジャンルシリーズ賞                       | 『エージェント・オブ・シールド』  | ノミネート | [ 109 ] |
| 2014 | ピープルズ・チョイス・アワード | 新テレビシリーズ女優賞                   | ミン・ナ・ウェン                  | ノミネート | [ 110 ] |
| 2014 | ピープルズ・チョイス・アワード | 新テレビドラマ賞                         | 『エージェント・オブ・シールド』  | ノミネート | [ 110 ] |
| 2014 | ゴールデンリール賞             | 音響編集賞（ショートフォーム: 音楽部門） | 『エージェント・オブ・シールド』  | ノミネート | [ 111 ] |
| 2014 | 視覚効果協会賞                 | 放送番組視覚効果賞                       | 「 シールド精鋭チーム誕生（en）」 | ノミネート | [ 112 ] |
| 2014 | サターン賞                     | 新テレビシリーズ賞                       | 『エージェント・オブ・シールド』  | ノミネート | [ 113 ] |
| 2014 | ティーン・チョイス・アワード   | 男性ブレイクアウトスター賞               | ブレット・ダルトン                | 受賞       | [ 114 ] |
| 2014 | プライムタイム・エミー賞       | 特殊視覚効果賞                           | 「タヒチ」                        | ノミネート | [ 115 ] |